# 21609 Williamcaleb
A 21609 Williamcaleb (ideiglenes jelöléssel 1999 JQ41) a Naprendszer kisbolygóövében található aszteroida. A LINEAR projekt keretében fedezték fel 1999. május 10-én.